# 中華民國—烏克蘭關係
中華民國與乌克兰無正式外交關係，目前也沒有在對方首都互設具大使館功能的代表機構。對烏克蘭的相關事務由駐波蘭臺北代表處兼轄。中華民國對外貿易發展協會於烏克蘭設立基輔台灣貿易中心。

## 歷史

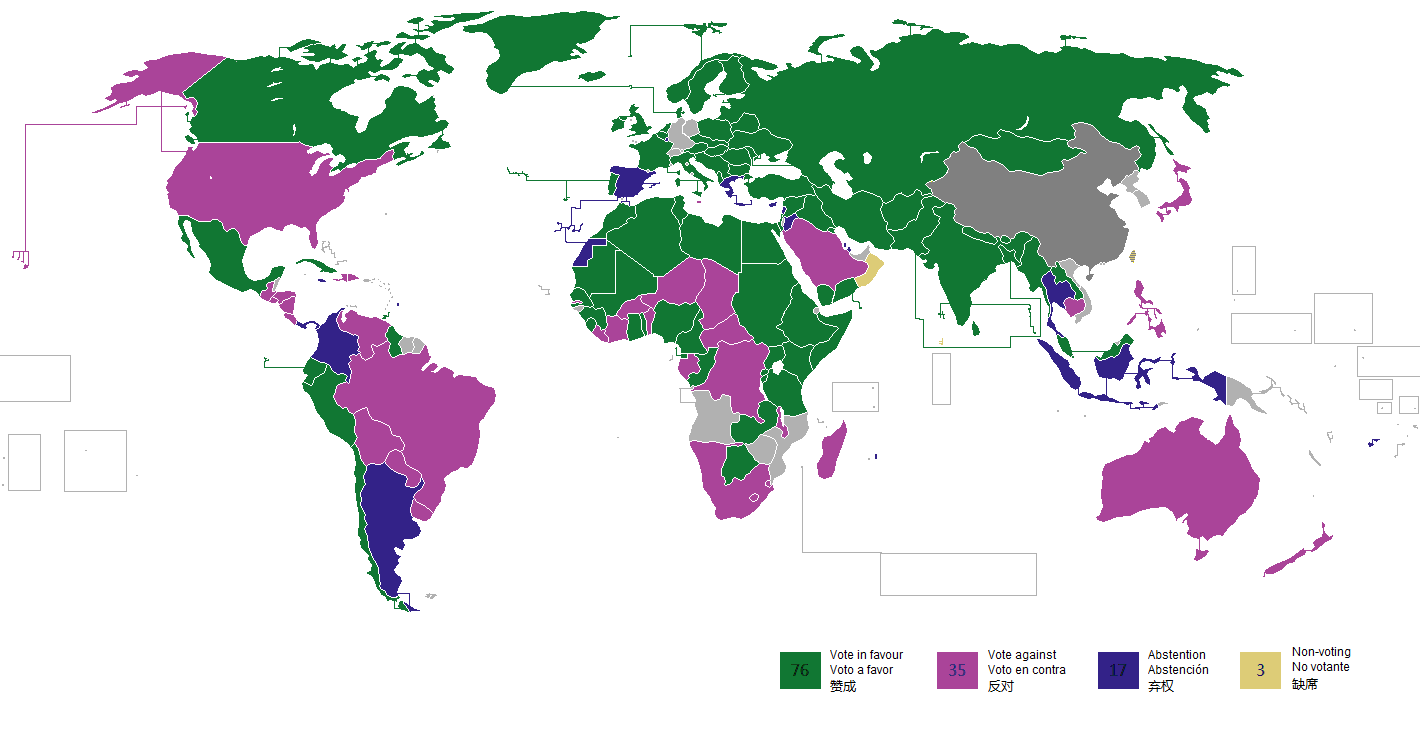
綠色國家表示在1971年的投票中反對中華民國續留聯合國，即《聯合國大會第2758號決議》，其中包括烏克蘭（當時是蘇聯的加盟共和國中具有聯合國投票權的烏克蘭蘇維埃社會主義共和國）。

### 冷戰時期
1949年12月，国民政府迁台后，世界局势进入冷战前期，「中华民国在联合国的代表权」成为争论的主要焦点。1966年11月24日，联合国大会第21屆會議召开第2159次会议讨论「中国代表权」的议案。乌克兰代表率先发言，强调只有一个中国，主张立即排除中华民国的席位，恢复中华人民共和国的权利，并声称该案并非《联合国宪章》第18条的重要问题（important question）。后来，聯大2159號决议中指出「任何改变中国代表权之提案均係重要问题。」
1971年8月26日，中华民国驻洪都拉斯大使桂宗堯发出照会，请洪都拉斯外交部長建议，中华民国在联合国的雙重代表權，可援引苏联与白俄罗斯、乌克兰的先例。10月25日，乌克兰驻联合国代表投下了「驱逐蔣介石代表」的支持票。

### 短暫交往
1991年12月，苏联解体后，烏克蘭獨立，中華民國政府曾以該國和白俄羅斯兩個前蘇聯加盟國作為外交突破目標。中华人民共和国外交部要求「以最快速度」与乌克兰完成建交事宜，派赴臨時代辦于振起、秘书范先荣（后任中华人民共和国驻塔吉克大使）、随员赵向荣三人前往首都基辅建馆。1992年1月，中华民国外交部次长章孝严首次访问乌克兰洽谈科技贸易，以及互设办事处，并与乌克兰国防部长、投资建设部长和对外经济关系部长会面，期間，中华人民共和国與乌克兰於1月4日签署《建交聯合公报》，其中未提及台灣歸屬。但乌克兰独立不久后遭遇经济困难，部份烏克蘭國會议员及經濟界人士主张与中华民国建交换取援助。
1992年4月7日，章孝严第二次访问乌克兰，并搭乘带有大批医疗用品的专机抵达基辅。中华人民共和国驻乌克兰临时代办于振起得知后，立即约见乌克兰第一副外长马卡列维奇，要求乌方恪守《中乌建交公报》，不与中华民国的官员发生官方接触。马卡列维奇则声称，从未听过台湾要在乌克兰设代表处。夜间12时30分，乌克兰国家电视台播出了台湾专机抵达基辅，并卸下药品的画面，无任何乌克兰官员出现。8日上午，于振起立即安排了中华人民共和国留学生到机场观察药品的交接仪式。一名中华人民共和国留学生發现乌克兰衛生部长出席了仪式。于振起二度约见馬卡列維奇副外长并提出严肃交涉，乌克兰总统克拉夫丘克批评了该官员，并承诺今后任何内阁閣员不得参加涉台活动。此後仍有烏克蘭亲台议员主张与台湾建交，遭到基輔大學國際關係學院副院長库里尼奇反对，他主張「乌克兰同台湾建交，无异于他国承认乌克兰的克里米亚独立」。此後，乌克兰国会便无人提出与台湾建交。

### 1990年代至今
1992年6月，中華民國立法委員首次獲烏克蘭國會邀請，展開首度的國會外交。
1994年9月6日，中華人民共和國與烏克蘭簽署《聯合聲明》，烏克蘭承認「中华人民共和国政府是中国的唯一合法政府，台湾是中国领土不可分割的一部分，并确认不和台湾建立官方关系。」
1996年8月18日，中華民國副總統兼行政院長連戰受到基輔大學邀請進行私人訪問，並接受該校授予榮譽博士學位。然而，此舉引起中华人民共和国政府的強烈關注，该國駐外官員拒絕參加烏克蘭的獨立日慶祝活動，取消大型訪烏行程，並迴避與烏克蘭軍事代表團見面。造成烏克蘭與中華民國關係一度凍結。
1999年7月，烏克蘭勞動黨主席率團訪問台灣。
2001年2月，烏克蘭前總統暨國會議員克拉夫丘克受中華民國經濟部下級單位邀請抵台訪問，並會見總統陳水扁和行政院長張俊雄等人。
2005年12月，總統府副秘書長黃志芳應烏克蘭國會議員平丘克邀請訪問烏克蘭。此舉令烏克蘭外交部受到總理葉哈努羅夫指責，指發給中華民國官員的簽證將影響與中華人民共和國的關係，因為臺灣（中華民國）不被中華人民共和國承認為國家。
2014年2月17日，烏克蘭外交部參訪團抵台訪問台中市政府，除會見副市長蔡炳坤，也參訪了台中市的文教設施。
2022年正值俄羅斯入侵烏克蘭期間，2月24日中華民國外交部嚴厲譴責俄羅斯對烏克蘭的侵略行動。6月11日，烏克蘭總統澤倫斯基在第19屆「香格里拉对话」論壇發表視訊演說時，媒體提問國際社會可做什麼來對抗中國大陸對台灣的軍事與經濟威脅，澤倫斯基回應，今日的烏克蘭就是擺在全世界的例子，國際社會必須支持任何先發制人的措施來避免戰爭，被解讀是乌克兰政府對台灣與台灣生存權發表的最堅定捍衛言論。8月17日，烏克蘭國會成立包括外交委員會主席梅列日科在內的跨黨派15人友台小組。10月25日，烏克蘭選民之聲黨主席與立陶宛國會歐洲事務委員會副主席帕季格訪問台灣。10月27日國會訪團與總統蔡英文於總統府會面。
2023年4月9日，烏克蘭國會外交委員會主席梅列日科透過Twitter表示「中共不斷叫囂稱台灣是他們的，但這是一種基於否定的、嚴重失信與失效的政治綱領的共产主义錯覺。無可爭議的事實是，中（華人民共和）國對台灣沒有合法權利。」
2024年1月13日，中華民國總統與立委選舉結束後，烏克蘭布恰市長費多盧克表達祝賀。
2025年8月4日，由烏克蘭國會議員克尼茨基率領跨黨派國會議員團訪台，這是自1993年以來烏克蘭國會首次跨黨派訪台。

## 經濟

### 背景
1998年5月，双方首度在国际场合展开经贸互动，中華民國中央銀行副总裁許嘉棟与驻英国代表鄭文華前往乌克兰参加欧洲复兴开发银行的年会。2006年12月14日，中华民国驻世界贸易组织代表林義夫与乌克兰代表巴陸塔（Володимир Балута）于瑞士日内瓦就乌克兰入会案签署双边协议书，包括《乌国货品关税调降回应清单》、《乌国服务业开放承诺表》、《2006年6月8日备忘录》。

### 貿易
2007年3月，中華民國對外貿易發展協會（外貿協會）於首都基輔設立台灣貿易中心。
兩國雖可直接貿易，但尚未互設代表機構，商旅人士前往烏克蘭拓展市場手續繁複不便，致使無法有效促進經貿關係，貿易交流互動仍停留在起步階段，且有許多貿易項目仍須經由第三地進行，亦使貿易量偏低。
| 年分 | 貿易總額    | 貿易總額 | 貿易總額 | 出口至烏克蘭 | 出口至烏克蘭 | 出口至烏克蘭 | 自烏克蘭進口 | 自烏克蘭進口 | 自烏克蘭進口 | 順逆差  |
| 年分 | 金額        | 年增減   | 排名     | 金額         | 年增減       | 排名         | 金額         | 年增減       | 排名         | 順逆差  |
| ---- | ----------- | -------- | -------- | ------------ | ------------ | ------------ | ------------ | ------------ | ------------ | ------- |
| 2017 | 210,865,043 | ▲17.8%   | 68       | 122,005,325  | ▲12.3%       | 64           | 88,859,718   | ▲26.4%       | 66           | 順差▼   |
| 2018 | 239,919,246 | ▲13.8%   | 70       | 131,209,374  | ▲7.5%        | 62           | 108,709,872  | ▲22.3%       | 66           | 順差▼   |
| 2019 | 278,309,791 | ▲16.0%   | 63       | 145,196,124  | ▲10.7%       | 57           | 133,113,667  | ▲22.4%       | 56           | 順差▼   |
| 2020 | 220,891,137 | ▼20.6%   | 68       | 134,239,521  | ▼7.5%        | 55           | 86,651,616   | ▼34.9%       | 68           | 順差▲   |
| 2021 | 327,224,794 | ▲48.1%   | 64       | 161,488,344  | ▲20.3%       | 60           | 165,736,450  | ▲91.3%       | 61           | 逆差 -- |
| 2022 | 174,999,029 | ▼46.5%   | 82       | 65,329,704   | ▼59.5%       | 85           | 109,669,325  | ▼33.8%       | 74           | 逆差▲   |
| 2023 | 103,446,622 | ▼40.9%   | 89       | 63,728,278   | ▼2.5%        | 81           | 39,718,344   | ▼63.8%       | 90           | 順差 -- |
| 2024 | 100,583,180 | ▼2.8%    | 83       | 68,667,131   | ▲7.8%        | 76           | 31,916,049   | ▼19.6%       | 94           | 順差▲   |

2023年的兩國貿易項目如下：
出口至烏克蘭的前10大項目為：碟片、磁带、固態非揮發性儲存裝置、智慧卡與其他錄音或錄製之媒體；特定用途機器之零件與附件；手用扳手與扳鉗、有無把手之可互換扳手套筒；電話機（包括智能手机），以及其他傳輸或接收聲音、圖像之有線或无线网络通訊器具；不鏽鋼扁軋製品；手工具、噴燈、老虎钳、夹子、砧、手提鍛爐、磨輪；由兩件或以上配合成套供零售之工具；自動資料處理機、磁性或光學閱讀機；手提工具，氣動、液壓或裝有電力或非電力之原動機者；其他家具及其零件等。
自烏克蘭進口的前10大項目為：未經化學改質之葵花子、红花子或棉子油及其餾分物；玉蜀黍；钛礦石及其精砂；木材；碟片、磁带、固態非揮發性儲存裝置、智慧卡與其他錄音或錄製之媒體；微音器、揚聲器、耳機、聲頻擴大器或音響擴大機組；即熱式、儲存式或浸入式之電热水器、空間電加熱器與土壤電加熱器、電熱美髮器與烘手機、電熨斗、其他家用電熱器具、電熱電阻器；加工之雜糧穀粒或穀類胚芽；三輪自行車、踏板車與類似有輪玩具以及玩偶、比例模型與類似遊戲用模型、各種益智玩具；電話機（包括智能手机），以及其他傳輸或接收聲音、圖像之有線或无线网络通訊器具等。

### 投資
根據中華民國經濟部投資審議司統計，截至2022年4月，臺商對烏克蘭的總投資金額約46.6萬美元，計有25件。另根據烏克蘭國家統計局的投資報告，臺商在1996年、2004－2010年在烏克蘭亦有投資案件，但該國視所有的外資投資金額與產業為機密，未有公開資料。目前臺灣人前往烏克蘭多短暫從事商業活動，長期居留或投資的不多。長期經營东欧與獨立國家聯合體的電子與电子计算机業者，例如華碩、宏碁、創見資訊、圓剛科技、微星科技等，多在烏克蘭成立分公司，由當地經理人管理，其中僅微星科技於2019年起由臺灣派駐行銷經理1名，後因2022年烏俄戰爭而轉調他國。
根據中華民國經濟部投資審議司統計，截至2022年4月，烏克蘭對臺灣無直接投資紀錄。

### 會展
中華民國對外貿易發展協會多次籌組訪問團或拓銷團，前往烏克蘭舉辦貿易洽談會。
2021年10月，舉辦第1屆臺烏經濟合作會議。

### 組織
截至2023年，在烏克蘭尚無臺商或臺僑組織，亦無臺灣的金融機構。

### 事件
2022年2月，俄羅斯入侵烏克蘭後，國際社會對俄羅斯實施經濟制裁，許多外國企業也放棄該國市場。3月10日，烏克蘭副總理費多羅夫在Twitter發文表示「俄羅斯入侵的第15天：俄羅斯坦克與飛彈繼續殺死愛好和平的烏克蘭人！俄羅斯人沒有道德權利使用華碩精湛技術！科技是為了和平，不是為了戰爭。」呼籲華碩董事長施崇棠在俄羅斯對烏克蘭的侵略完全停止，並恢復公平秩序前，停止在俄羅斯做生意。華碩對此表示暫時沒有回應。3月14日，華碩在Twitter回應對俄羅斯的出貨已停滯，並捐助中華民國外交部透過財團法人賑災基金會成立的「賑濟烏克蘭專戶」3,000萬新臺幣。

## 交流

### 援助

#### 俄羅斯入侵烏克蘭
2022年2月24日，俄羅斯入侵烏克蘭，中華民國嚴厲譴責俄羅斯的侵略行動，除「責成我國駐鄰近館處啟動緊急撤僑應變計畫，並持續與在烏所有國人保持密切聯繫，協助在烏國人立即動身遠離可能爆發軍事衝突的區域。」經外交部先後安排三輛撤僑專車或協助離境者共63名臺灣人與外籍眷屬撤離至波兰與斯洛伐克，至3月3日在烏克蘭的臺灣人已全數安全撤離。
中華民國政府也進行對烏克蘭的人道援助，2月28日，首批援助物資包括藥品與醫療器材共約27噸，由中華航空自臺北運往德國法蘭克福，經由適當路線與管道轉交烏克蘭運用。3月17日，第二批援助物資由臺灣民眾捐贈共650噸，透過波蘭與斯洛伐克等鄰近國家運往烏克蘭。外交部亦透過財團法人賑災基金會成立賑濟烏克蘭專戶，為期1個月。對於在臺灣的烏克蘭人若簽證到期無法返臺，外交部長吳釗燮表示會從寬處理，內政部長徐國勇則說，只要提出申請，內政部都會允許延期。賑濟烏克蘭專戶於4月1日截止，統計實體帳戶新臺幣7億6,445萬8,694元、挖貝線上多元支付平台1億8,022萬4,402元，累計新台幣共9億4,468萬3,096元，捐款筆數共12萬9,348筆。
2022年4月18日，烏克蘭國會在Telegram頻道轉述了臺灣人在臺北自由廣場的聲援行動，並感謝台灣的支持。4月22日，外交部長吳釗燮與烏克蘭基輔市長克里契科進行視訊通話，將轉贈捐款300萬美元予基輔市，另提供當地6所醫療機構500萬美元。
2022年11月2日，參與臺灣志愿军的曾聖光戰死在烏克蘭東部卢甘斯克州，成為10名加入烏克蘭國際志願軍的臺灣人中首位陣亡者。2023年4月28日，烏克蘭追授其三等勇氣勳章。
臺灣內部對於政府對援助烏克蘭，並參與國際社會對俄羅斯的經濟制裁意見分歧，雖贊同與烏克蘭站在一起，卻憂心損及臺俄關係。前駐白俄羅斯代表、駐俄羅斯副代表姜書益指出與烏克蘭交涉的經驗，烏克蘭對臺灣並不友善，認為可以表達遺憾，但沒必要強出頭，俄羅斯沒有得罪臺灣，沒必要涉入大國衝突。也有人認為是民進黨政府要讓美國感覺忠誠，贏得美國支持。
戰爭發生後，對烏克蘭的相關事務由原先的臺北莫斯科經濟文化協調委員會駐莫斯科代表處兼轄，改為與駐波蘭臺北代表處共同管轄，且由外交部亞西及非洲司獨立國協科，改劃歸至歐洲司中東歐科管轄。
2024年11月1日，另一名臺灣志願軍吳忠達在烏東戰場上遭遇俄軍炮擊身亡。
2024年11月22日，為協助烏克蘭布查市戰後重建，中華電信歐洲子公司總經理與布查市長費德魯克於波蘭华沙簽署《建置5G智慧城市示範區合作意向書》，透過中華電信的科技，布查市能擁有安全的資訊網路，並成為智慧城市示範區，將來可推廣到烏克蘭其他城市。
2025年3月20日，「台灣助烏克蘭重建：科技、合作、前進」論壇在台北開幕，邀請烏克蘭10個城市首長與市政官員以及企業訪台，與中華民國政府、智慧科技企業與專家共同就烏克蘭重建商機與智慧城市解決方案進行交流。外交部長林佳龍表示，自戰爭爆發後，台灣提供烏克蘭超過1億3,000萬美元的人道援助，包括重建基礎建設、學校與供水系統等，為台烏合作開創新契機。烏克蘭利沃夫市長薩多維與烏日霍羅德市長安德烈夫致詞感謝台灣對烏克蘭的堅定支持。
- 2022年俄羅斯入侵烏克蘭期間，臺灣新竹市迎曦門外牆點亮象徵烏克蘭國旗的藍、黃燈光。
- 2022年臺灣燈會期間的高雄愛河灣燈區。2月26日至28日間，高雄流行音樂中心與苓雅寮鐵橋亮起代表烏克蘭國旗的藍、黃燈光。
- 2022年3月，於台北市舉行的聲援烏克蘭集會。
- 2022年8月27日，於台北市舉行的「烏克蘭獨立紀念日慶典」。
- 2022年8月27日，於台北市舉行的「烏克蘭獨立紀念日慶典」。

#### 其他
烏克蘭女孩曾製作影片，以20國語言聲援台灣太陽花學運。此事經過台灣媒體的報導造成熱烈響應，一些台灣網友自發前往與影片策劃人見面。作為回應，台灣一群插畫家將印有台灣魂字樣的作品發表到烏克蘭《基輔郵報》，表達對烏克蘭行動的支持。
2018年4月，烏克蘭作家安德烈·克考夫應邀到香港國際文學獎演講，另打算順道訪問台灣。但因台灣在烏克蘭沒有辦事處，申辦簽證需往返台灣駐莫斯科代表處，更由於烏俄兩國關係緊張，克考夫在信中表示：「烏克蘭和俄羅斯正在打仗，俄羅斯敵視攻擊普京政策的烏克蘭人，我根本進不去莫斯科。」後來該出版社請求協助，中華民國文化部以國際重要作家為由，向外交部促成溝通並發放落地簽證。4月24日－25日，克考夫在輔仁大學外語學院和台北金石堂書店的演講如願成行。

### 在臺烏克蘭人
截至2022年4月，在台灣的烏克蘭人約205人。
2022年2月，在臺灣的烏克蘭人前往莫斯科台北經濟文化協調委員會駐臺北代表處抗議俄羅斯發動侵略烏克蘭的戰爭，並遞交聲明書。

### 體育
1993年，烏克蘭參加在臺灣舉辦的第16屆威廉瓊斯盃國際籃球邀請賽，並獲得季軍成績。2024年，烏克蘭睽違31年後再次參加第43屆威廉瓊斯盃，亦獲得季軍。
2022年，俄羅斯入侵烏克蘭後不久，烏克蘭籃球協會與國家隊的3名隊職員與1名家屬在臺灣職業籃球聯盟（P. LEAGUE+）的資助下短暫赴臺避難，並計畫將國家隊帶至臺灣進行移地訓練與友誼賽，但在戰爭與2019冠状病毒病疫情影響下無法成行。

### 代理孕母
有臺灣人前往烏克蘭尋找「代理孕母」，但根據中華民國《人工生殖法》，代理孕母在臺灣是尚未合法的人工生殖方式，其仲介商業行為亦屬違法。

## 協定
| 日期          | 簽署                                                                   |
| ------------- | ---------------------------------------------------------------------- |
| 2000年3月14日 | 《中華民國郵政總局與烏克蘭國家專門郵政公司國際快捷郵件協定及施行細則》 |
| 2000年5月18日 | 《中烏文化獎協議》                                                     |

## 簽證

持中華民國護照的中華民國國民簽證要求分布圖：入境烏克蘭可以電子簽證。

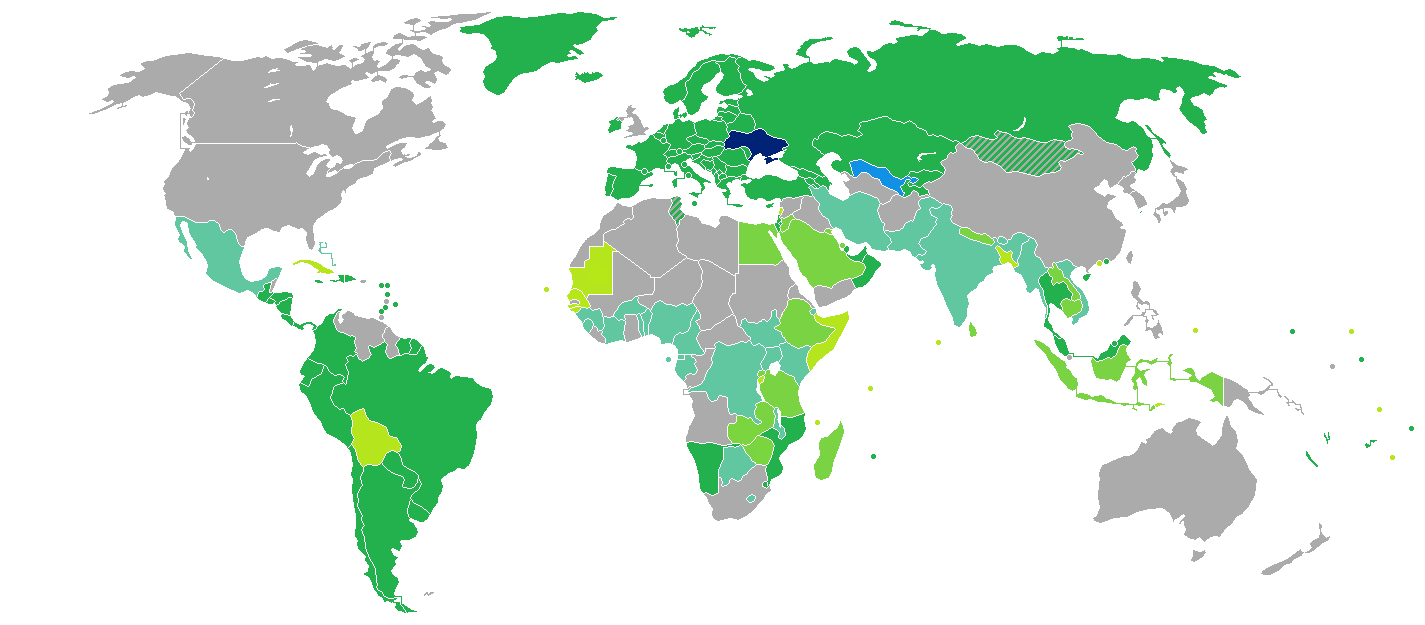
持烏克蘭護照的烏克蘭國民簽證要求分布圖：入境中華民國需要簽證。

兩國國民皆須申請簽證方可入境對方國家。持有中華民國護照的中華民國國民可以電子簽證的方式入境烏克蘭，核准後的簽證效期與停留期限一致，最多30天。經烏克蘭同一機場轉機，無須辦理過境簽證；若在不同機場轉機，因已進入其國境內，須辦理過境簽證。護照上有入出境克里米亞的章戳紀錄者不得入境。前述簽證政策因俄羅斯入侵烏克蘭而暫停受理，烏克蘭亦宣布對民用航空關閉其领空。
持有烏克蘭護照的烏克蘭國民抵台參加由中央政府機關主辦、協辦或贊助之國際會議、運動賽事、商展或其他活動，可以電子簽證入境中華民國，停留最多30天並不得延期。

## 交通

### 航空

#### 客運
兩國無直航班機，可經由（不計航點遠近，截至2023年7月17日）：
- 臺北→德里[註 3]、杜拜、伊斯坦堡、巴黎、羅馬、米蘭、慕尼黑、法蘭克福、阿姆斯特丹、維也納、布拉格、多倫多，再轉機前往烏克蘭主要國際機場。

因俄羅斯入侵烏克蘭，烏克蘭宣布對民用航空關閉其领空，航班停飛。

## 外部連結
- 中華民國外交部－烏克蘭簡介 （页面存档备份，存于）
- 駐波蘭臺北代表處
- 台北莫斯科經濟文化協調委員會駐莫斯科代表處（僅兼轄領務）
- 外交部領事事務局－國外旅遊警示分級表
- 中華民國衛生福利部－國際旅遊疫情建議等級
- 中華民國國際經濟合作協會 （页面存档备份，存于）
- 基輔台灣貿易中心（Facebook）